# Kocijan
Kocijan je priimek v Sloveniji, ki ga je po podatkih Statističnega urada Republike Slovenije na dan 1. januarja 2010 uporabljalo 185 oseb.

## Znani nosilci priimka
- Aleksandra Kocijan, kemičarka, metalurginja(?)
- Andrej Kocijan (1931 - 2024), zdravnik onkolog(?)
- Gregor Kocijan (1933 - 2016), literarni zgodovinar, pedagog, univ. profesor
- Juš Kocijan (*1964), elektrotehnik, avtomatik, univ. prof.
- Lado Kocijan (1925 - 2022), generalmajor JLA, obramboslovec, prof. FSPN